# 2. B slovenska košarkarska liga
La 2. B slovenska košarkarska liga è il secondo livello del campionato sloveno di pallacanestro.